# Captain Morgan
Captain Morgan é uma marca de rum pertencente ao conglomerado Diageo.